# 庫庫蒂利亞
庫庫蒂利亞是哥倫比亞的城鎮，位於該國東北部，由北桑坦德省負責管轄，距離首府庫庫塔101公里，始建於1780年，面積367平方公里，海拔高度1,438米，2005年人口8,318。

## 外部連結
- （西班牙文） Government of Norte de Santander - Cucutilla
- （西班牙文） Cucutilla official website

7°33′N 72°47′W / 7.550°N 72.783°W